# 156-я стрелковая дивизия (2-го формирования)
156-я стрелковая ордена Кутузова дивизия — воинское соединение Вооружённых сил СССР в Великой Отечественной войне.

## История
156-я стрелковая дивизия (второго формирование), сформирована в мае 1943 года в районе станции Княжьи Горы Погорело-Городищенского района Калининской области в составе 68-й армии Резерва Ставки ВГК, на базе 163-й отдельной Пензенской стрелковой бригады и 26-й отдельной курсантской стрелковой бригады.
С июля 1943 года в составе 68-й армии Западного фронта в районе Ельни, с августа в подчинение 72-го стрелкового корпуса. В сентябре выведена в Резерв Ставки ВГК.
8.11.1943 г. дивизия сдерживает сильный контратакующий удар противника в районе Палкино, Лобок близ Городка.
С октября 1943 года в составе 60-го стрелкового корпуса 4-й ударной армии 1-го Прибалтийского фронта, с ноября — 22-й гвардейский стрелковый корпус.
С февраля 1944 года в составе 22-го гвардейского стрелкового корпуса 43-й армии.
С июня в составе 92-го стрелкового корпуса, совершив марш: Лапты, Бешенковичи, Оскеры, Оскеры, Чашники. 27 июня в районе Машки вступила в бой с частями противника, прорвавшегося из окружённой Витебской группировки. Отряд противника, численностью свыше 1000 человек, при поддержке 4 самоходных орудий атаковал части дивизии. В короткой схватке части дивизии разбили отряд противника, в результате 3-часового боя до 400 гитлеровцев было уничтожено и до 600 пленено.
С 27 июня, непрерывно находясь в наступательных боях, дивизия прошла к концу августа свыше 400 км, освободив при этом свыше 1500 населённых пунктов: м. Дуниловичи, м. Камов, г. Свенцяны, м. Лынгнины, м. Куктишкес, м. Скудицишки и другие.
За период наступательных боёв дивизией уничтожено свыше 4000 гитлеровцев, взято в плен свыше 700 солдат и офицеров противника. Взяты трофеи: орудий — 51, пулемётов — 4, танков — 5, автомашин — 14, лошадей — 147, винтовок — 172. Уничтожено: пушек — 24, сам. пушек — 6, повозок — 44, автомашин — 18, тракторов — 3, миномётов — 9, пулемётов — 52 и др.
22 октября 1944 года Указом Президиума Верховного Совета СССР  за образцовое выполнение заданий командования в боях с немецкими захватчиками при прорыве обороны противника юго-восточнее города Рига и проявленные при этом доблесть и мужество дивизия награждена Орденом Кутузова II степени.
С октября по ноябрь 1944 года входила в состав 1-го гвардейского стрелкового корпуса 51-й армии, где принимала участие в наступлении на мемельском направлении, в прорыве к Балтийскому морю. В ноябре вернулась в состав 92-го стрелкового корпуса 43-й армии.
С января 1945 года в составе 4-й ударной армии, где дивизия вела бои на либавском направлении в районе Руцавы.
С апреля 1945 года в составе Курляндской группы войск Ленинградского фронта.
Расформирована в июне 1946 года в Воронежский военный округ.

## Состав
- 361-й стрелковый полк
- 417-й стрелковый полк
- 530-й стрелковый полк
- 434-й артиллерийский полк
- 260-й отдельный истребительно-противотанковый дивизион
- 272-й отдельный моторизированный батальон Особого Назначения
- 183-я отдельная разведывательная рота
- 265-й отдельный сапёрный батальон
- 215-й отдельный батальон связи
- 217-й отдельный медико-санитарный батальон
- 204-я отдельная рота химзащиты
- 183-я автотранспортная рота
- 274-я полевая хлебопекарня
- 272-й дивизионный ветеринарный лазарет
- 1639-я полевая почтовая станция
- 1629-я полевая касса Госбанка

## Подчинение
- в составе 68-й армии Резерва Ставки ВГК, Западного фронта, 60-го стрелкового корпуса 4-й ударной армии 1-го Прибалтийского фронта, 22-го гвардейского стрелкового корпуса 43-й армии, 92-го стрелкового корпуса, 1-го гвардейского стрелкового корпуса 51-й армии, 92-го стрелкового корпуса 43-й армии, 4-й ударной армии. С апреля 1945 года в составе Курляндской группы войск Ленинградского фронта.

## Командование

### Командиры
- полковник Бабак, Иван Григорьевич с 18 мая 1943 по 6 июня 1944
- генерал-майор Грызлов, Фёдор Иванович с 7 июня 1944 по 16 апреля 1945
- полковник Кулешов, Василий Иванович, врио с 17 апреля 1945 по 3 мая 1945
- гв. полковник Филиппов, Николай Константинович с 4 мая 1945

### Заместители командира
- полковник Набатов, Дмитрий Романович с 14 мая 1943 по 16 марта 1944

## Награды и наименования
| Награда (наименование)    | Дата            | За что награждена |
| ------------------------- | --------------- | --- |
| Орден Кутузова II степени | 22 октября 1944 | награждена указом Президиума Верховного Совета СССР от 22 октября 1944 года за образцовое выполнение заданий командования в боях с немецкими захватчиками при прорыве обороны противника юго-восточнее города Рига и проявленные при этом доблесть и мужество. |

## Отличившиеся воины дивизии
Герои Советского Союза:
- Жеребцов, Иван Кузьмич, старший лейтенант, командир 183-й отдельной разведывательной роты.

 Кавалеры ордена Славы трёх степеней.
- Воронов, Иван Емельянович, старший сержант, командир расчёта 82-мм миномёта 2 стрелкового батальона 361 стрелкового полка.
- Рубис, Павел Иванович, сержант, командир пулемётного расчёта 3 стрелкового батальона 417 стрелкового полка.
- Цыкарев, Иван Фёдорович, сержант, наводчик миномётной роты 1-го стрелкового батальона 417-го стрелкового полка.